# Asarina procumbens
Asarina procumbens är en grobladsväxtart som beskrevs av Philip Miller. Asarina procumbens ingår i släktet Asarina och familjen grobladsväxter. Inga underarter finns listade i Catalogue of Life.

## Bildgalleri

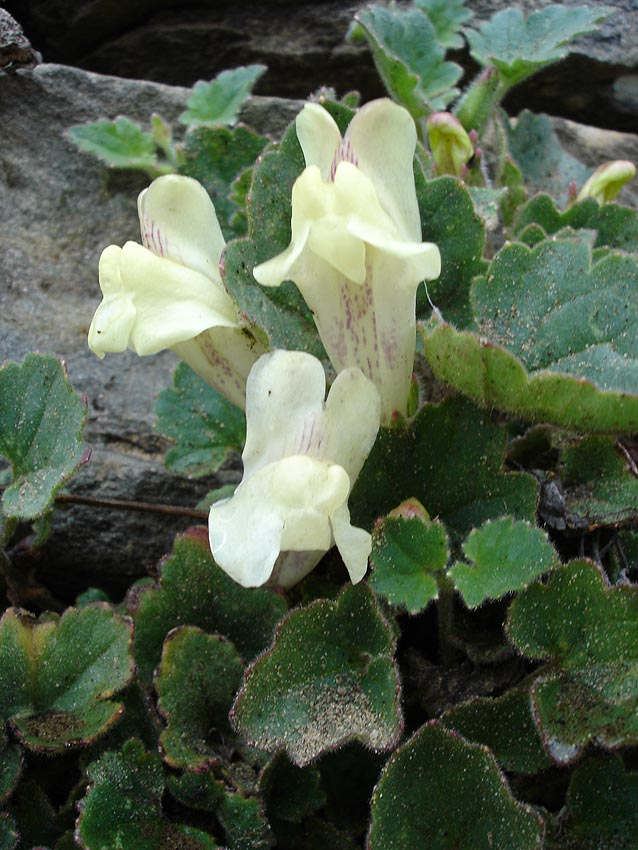
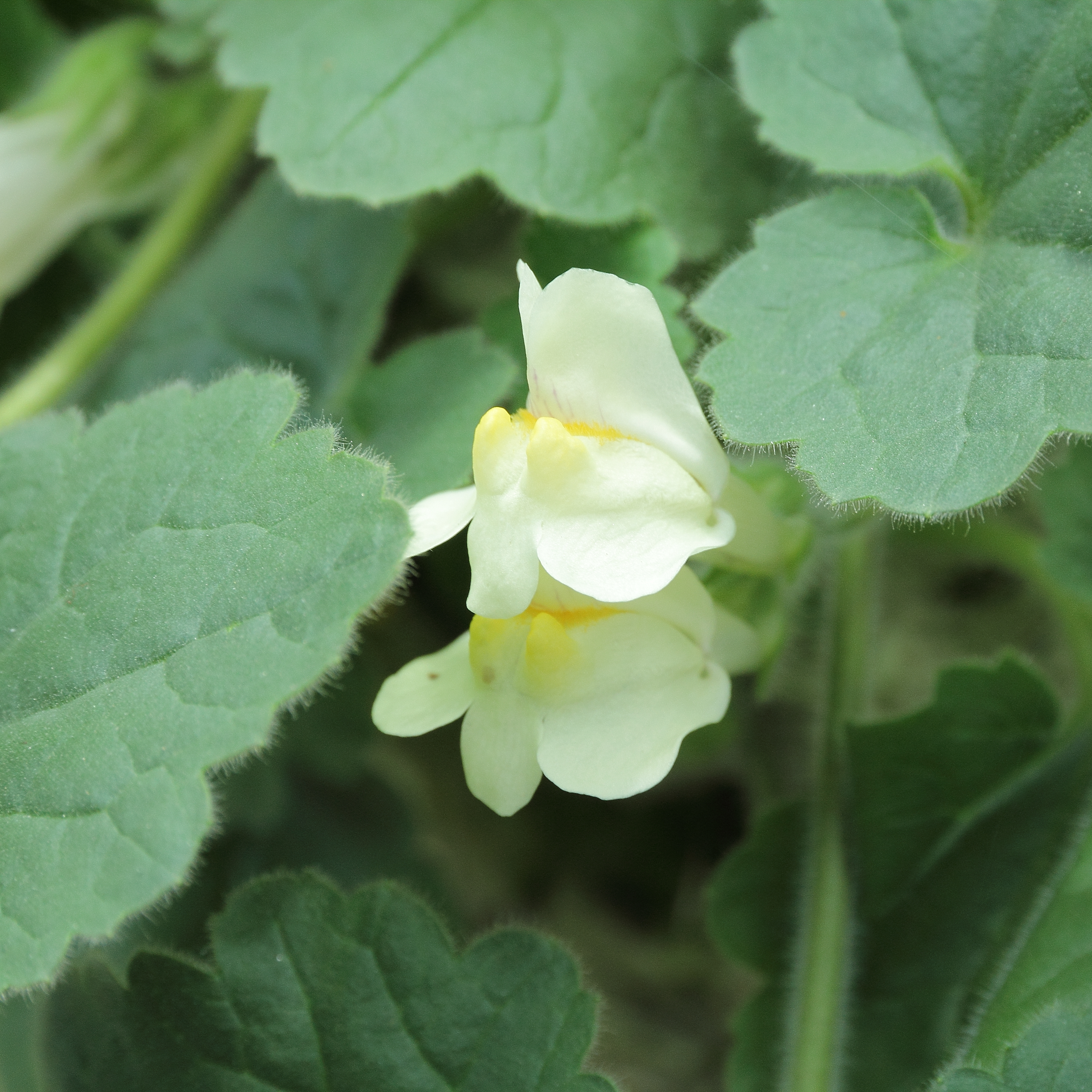
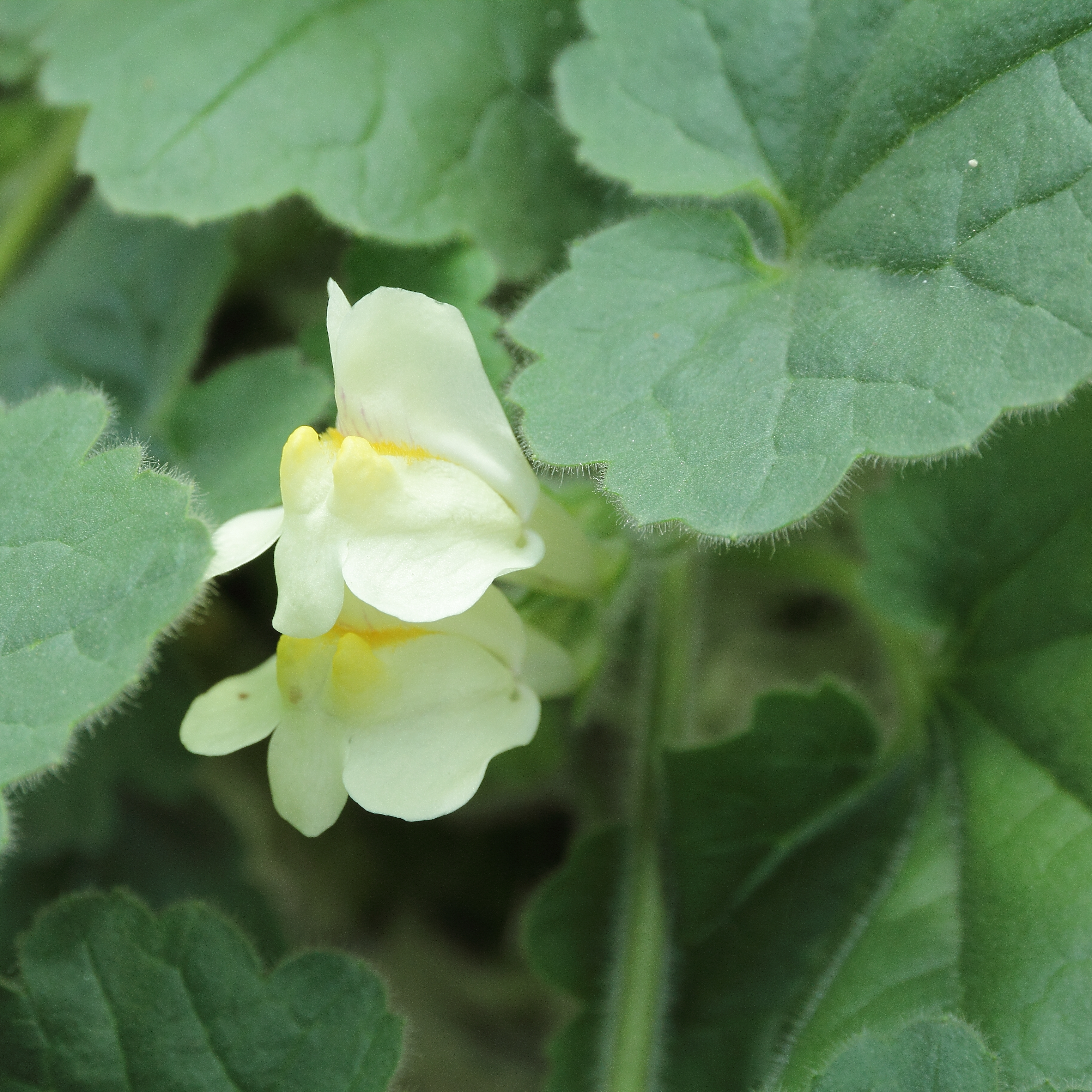
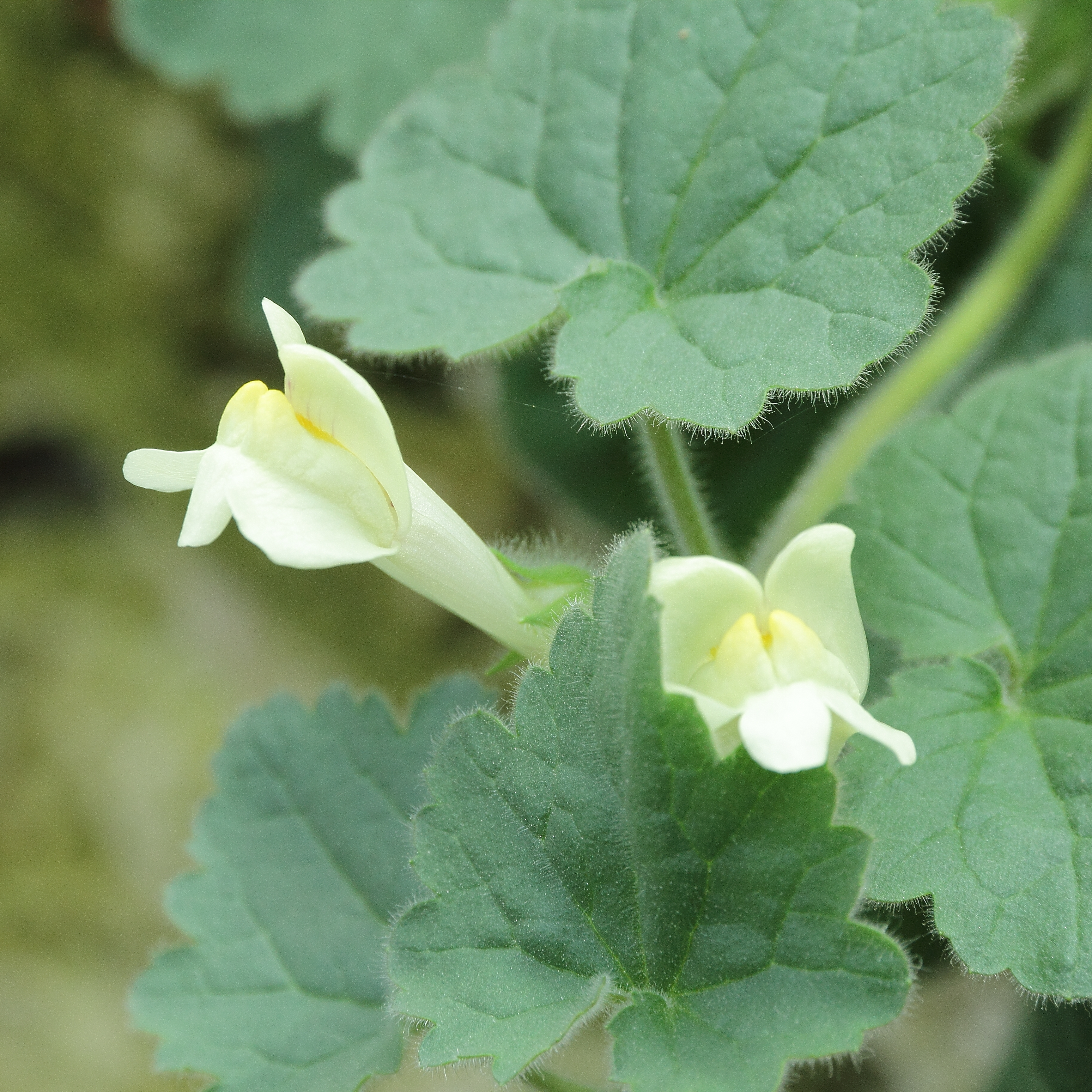